# جولیان واترین
جولیان واترین (انگلیسی: Julien Watrin؛ زادهٔ ۲۷ ژوئن ۱۹۹۲) ورزشکار دو و میدانی اهل بلژیک است.
وی در مسابقات کشوری و بین‌المللی در مجموع برندهٔ ۲ مدال طلا، ۱ مدال نقره و ۳ مدال برنز شده‌است.